# DKW SB 200
DKW SB 200 — мотоцикл с двухтактным двигателем, производства фирмы DKW в Цшо́пау (нем. Zschopau), Германия.
Выпускался с 1933 по 1938 год. В общей сложности выпущено около 60400 машин.

## Тип 1
DKW SB 200 первого поколения (Typ 1) выпускался с 1933 по 1936 год.

### Технические характеристики
- Максимальная скорость: 90 км / ч
- Диаметр цилиндра: 60 мм
- Ход поршня: 68 мм
- Степень сжатия: 5,8
- Рабочий объем двигателя: 192,3 см³
- Мощность (кВт / л.с): 	5.1 кВт/7 л.с. при 4000 б/мин
- Топливо:  Смесь масла с бензином 1:20
- Коробка передач: 3ступенчатая
- Привод: Цепной
- Тормоза: Барабанные тормоза Ø 150 мм спереди и сзади
- Колесная база (мм): 1300
- Шины передние: 3.00 × 19
- Шины задние: 3.00 × 19
- Снаряженная масса: 115 кг (135 кг Делюкс-версия)
- Грузоподъемность: 180 кг
- Ёмкость бака (л): 12

## Тип 2

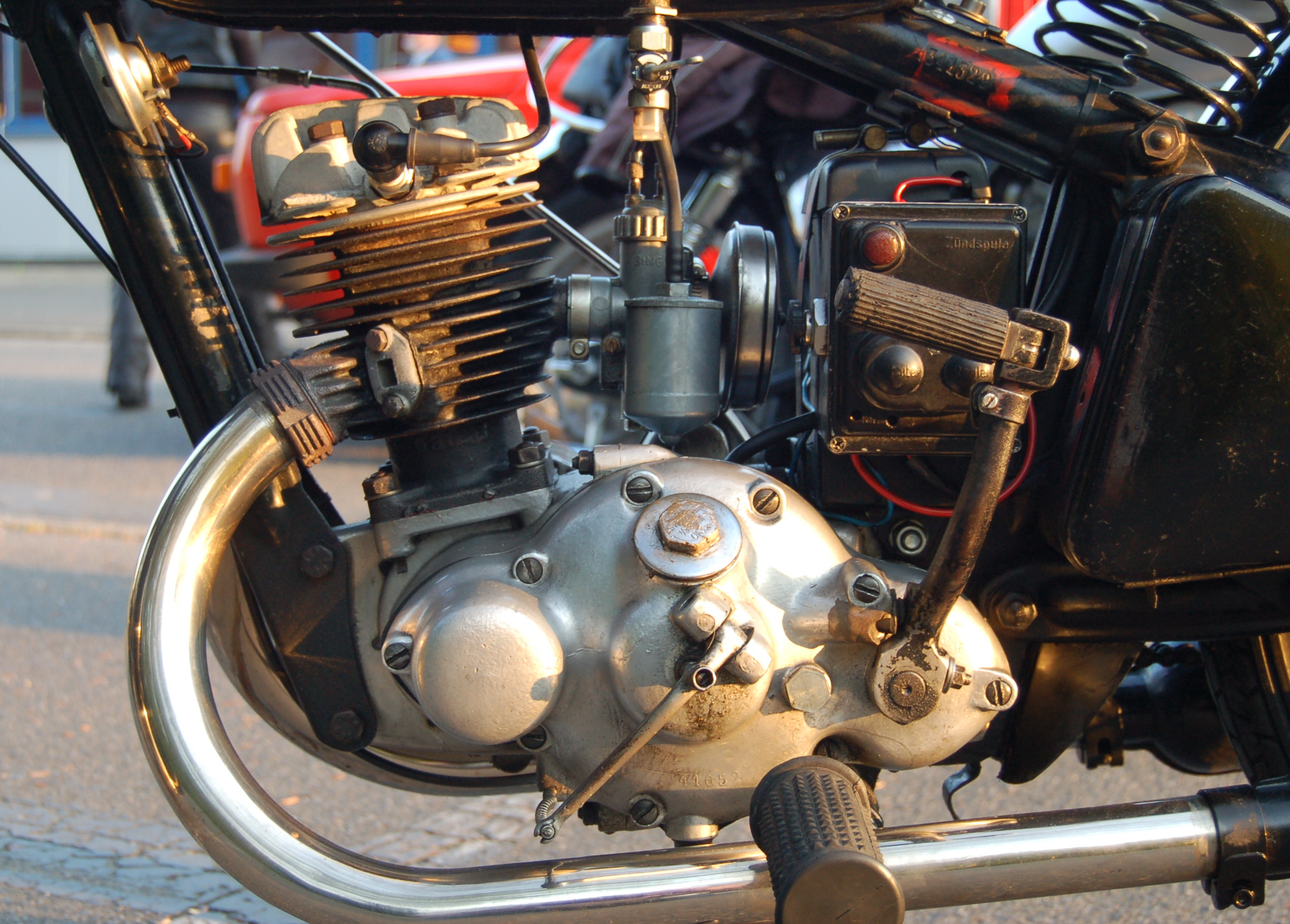
Двигатель модели SB 200 Typ 2

С 1936 по 1938 год выпускался модернизированный DKW SB 200 второго поколения (Typ 2).
От мотоцикла первого поколения отличался следующими параметрами: 
- Ёмкость бака (л): 13
- Топливо:  Смесь масла с бензином 1:25
- Снаряженная масса: 135 кг (140 кг Делюкс версия)